# Ernst Rosenqvist
Ernst Edward Rosenqvist (24. august 1869 i Helsinki – 27. maj 1932) var en finsk skytte som deltog i  OL 1912 i Stockholm.
Rosenqvist vandt en bronzemedalje i skydning under OL 1912 i Stockholm. Han kom på en tredjeplads i  holdkonkurrencen i Enkelt skud, løbende hjort. De andre på holdet var Nestori Toivonen, Iivo Väänänen og Axel Fredrik Londen.